# 矢沢るい
矢沢 るい（やざわ るい、1987年2月14日 - ）は、日本の元AV女優。ティーパワーズ所属

## 略歴・人物
2008年にデビューした。

## 出演作品

### アダルトビデオ
2008年
- 中出し了解（4月22日、プレステージ）
- 混浴スパレディのお仕事（5月8日、SODクリエイト）
- 群馬四万温泉で見つけたお嬢さん タオル一枚 男湯入ってみませんか?（5月8日、SODクリエイト）
- &Fashion 103 （5月23日、ゴーゴーズ） ※「Rui」名義
- 中出し痴漢バス興業（株） 6（8月7日、ナチュラルハイ）
- オイルエステで焦らされた挙句チ○コをおねだりしてしまう女子校生 （8月23日、ラハイナ東海）オムニバス作品
- 突然パンチラで挑発されてこっそりシゴいちゃった僕。 （8月25日、アロマ企画）
- ディルドにまたがる女子校生 2（9月13日、アロマ企画）
- メイド汁 （9月19日、猫空製作委員会）
- B.B.ボーイズに目覚めちゃった僕。 小悪魔編（9月25日、アロマ企画）
- 女子校生のカタチンこすりつけオナニー （10月17日、OFFICE K'S）
- kira☆kira Festival 泥酔GALS☆集団中出し 海の家編 （10月19日、kira☆kira）オムニバス作品
- アヒル口しか愛せない。（10月23日、SODクリエイト）
- 競泳彼女 2（10月25日、しのだプロジェクト）
- JK ゴムとび パンチラ（10月25日、アロマ企画）
- School Girl vol.02（10月25日、プラネットプラス）
- 突然、美少女に連続2回しゃぶられちゃった僕。 （10月25日、アロマ企画）
- 女子高生アナタの指でオナらせて（11月7日、OFFICE K'S）
- 高級アロマオイル性感マッサージ 10 （11月8日、ラハイナ東海）
- M男の萎えチンを優しく愛撫後勃起したら腹パンチ （11月8日、ラハイナ東海）
- マン汁付きパンツを舐めながら高速ピストンオナニーする女 （11月15日、ラハイナ東海）オムニバス作品
- 女子校生れず 先輩と私 82 （11月21日、U&K）
- デカ尻JKのピストン騎乗位 DX （11月22日、アロマ企画） ※AVグランプリ2009 フェチ作品部門 エントリー作品
- 女子校生の生綿パンティの脇からチ○ポ差し込んでそのまま発射 2 （11月25日、アロマ企画）
- ワンランク上の究極W回春エステサロン盗撮 （11月25日、竜宮城）
- グラドル・SEXYモデルが在籍するマイクロビキニ回春マッサージ店 （12月19日、映天）

2009年
- 変態ベロ趣向倶楽部 （2月13日、アロマ企画）
- 「イマドキッHUNT」　～下町ギャルをハメ倒せ～ （3月6日、LOTUS）
- 快感粘着ラブレズローション vol.1 （3月27日、LADIES♀ROOM）
- ハードプレイ大還元祭 （4月13日、MOODYZ）
- 現役ナースのお仕事 （4月17日、レアル・ワークス）
- ザーメンぐちゅぐちゅすりこみオナニー (4月17日、INAZUMA)
- もしもHな事ができちゃう携帯電話をゲットできたら… 女子校教師いたずら編 （4月24日、BAZOOKA）
- 濡れたデニムパンツの彼女たち （4月25日、しのだプロジェクト）
- 18才に見えますか? 04 （4月25日、ゼロちゃんねる）
- ローションブルマニア 辻さき、矢沢るい、藤田かりん （4月30日、ぬるぬる愛好会）
- LEOPARD 03 矢沢るい（5月18日、レアルワークス）

2010年
- 究極の妄想クリニック 病院で白衣の天使にしてほしいエッチな看護ベストテン（8月24日、ROCKET）
- フェラコレ2010秋SP（10月25日、隼エージェンシー）
- こだわりの手コキ 4時間SP 38人のハンドメイド 17 （11月25日、隼エージェンシー）